# Aiho
Aiho è una suddivisione dell'India, classificata come census town, di 5.407 abitanti, situata nel distretto di Malda, nello stato federato del Bengala Occidentale. In base al numero di abitanti la città rientra nella classe V (da 5.000 a 9.999 persone).

## Geografia fisica
La città è situata a 24° 57' 30 N e 88° 14' 39 E.

## Società

### Evoluzione demografica
Al censimento del 2001 la popolazione di Aiho assommava a 5.407 persone, delle quali 2.712 maschi e 2.695 femmine. I bambini di età inferiore o uguale ai sei anni assommavano a 722, dei quali 370 maschi e 352 femmine. Infine, coloro che erano in grado di saper almeno leggere e scrivere erano 3.319, dei quali 1.786 maschi e 1.533 femmine.